# Ariarathes VII av Kappadokien
Ariarathes VII av Kappadokien, död 101 f. Kr., var regerande kung av Kappadokien mellan 116 f. Kr. och 101 f. Kr.